# كلبة (شعر)

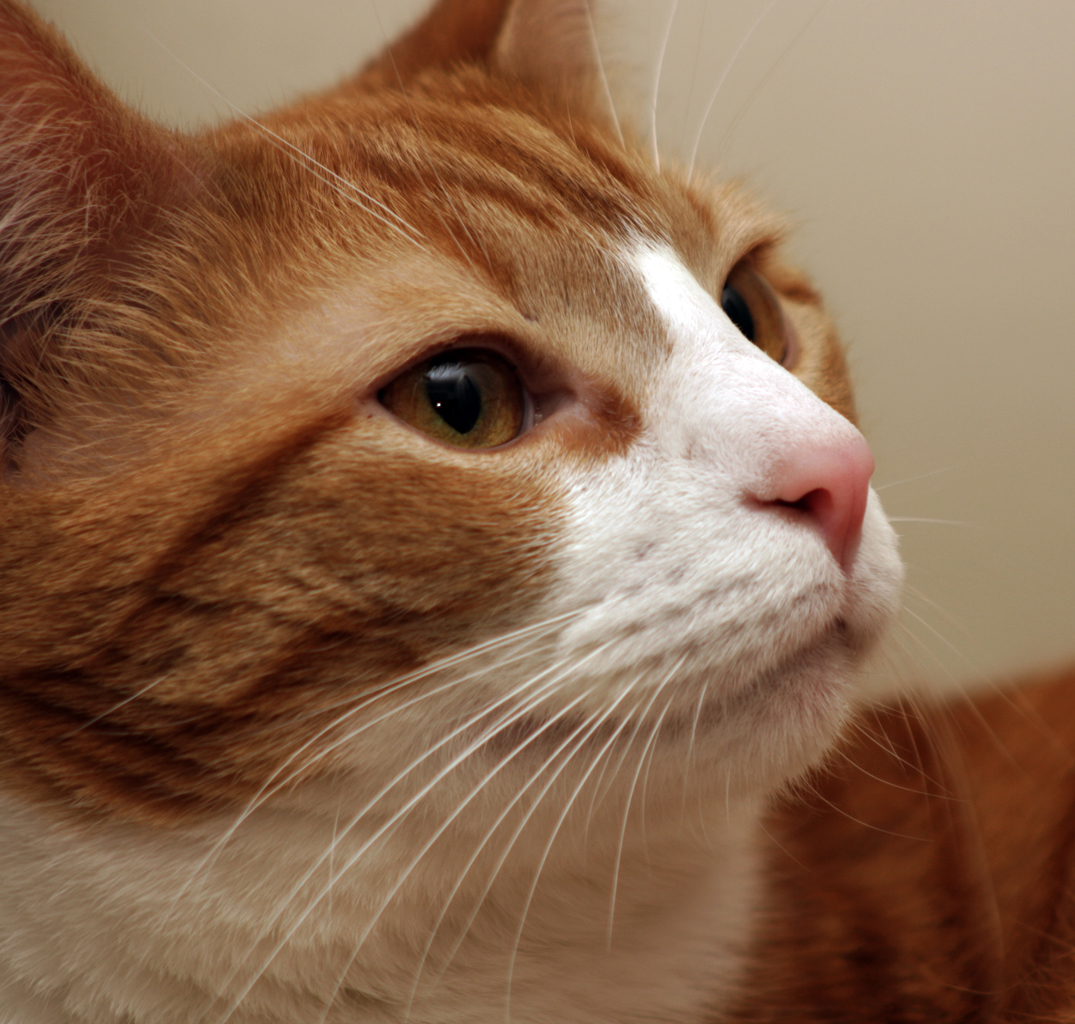

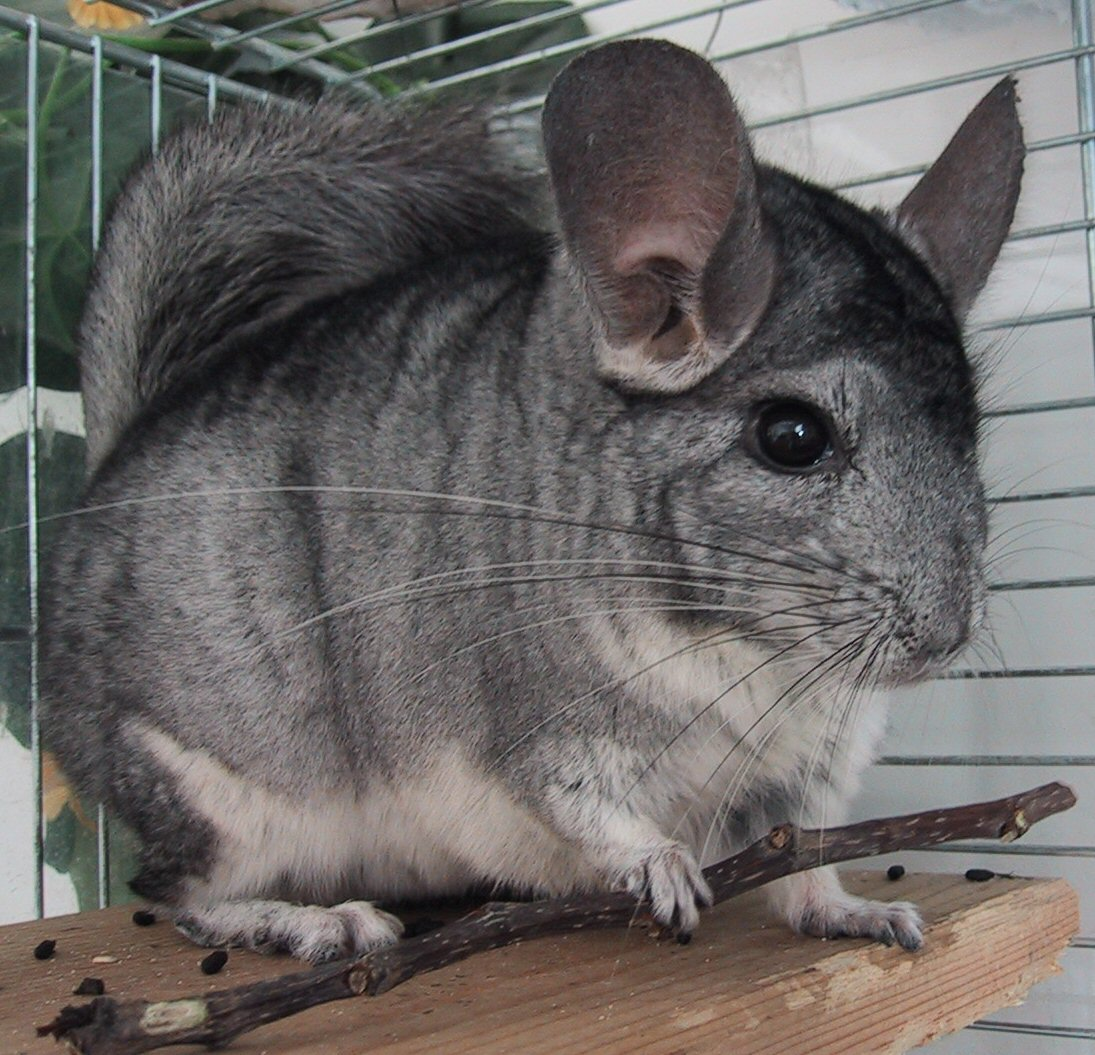
شنشيلة ذات سبال طويلة

الكُلْبَة أو الكُلْب أو السِّبْل أو السِّبَال أو الشَّعرة الأنفية أو السَّبَلة (جمع: سبلات) هي نوع من الشعر القاسي والوظيفي الذي تستخدمه الثدييات للإحساس ببيئتها. تخصصت هذه الشعيرات لهذا الغرض، في حين أن الأنواع الأخر من الشعر تكون خشنة مثل أجهزة الاستشعار اللمسية. على الرغم من أن الشعيرات هي على وجه التحديد تلك الموجودة حول الوجه، فمن المعروف أنها تنمو في مجموعات في أماكن مختلفة حول الجسم. تحتوي معظم الثدييات عليها، مثل جميع الرئيسيات غير البشرية وخاصة الثدييات الليلية.
الكُلبة هي شعيرات حساسة تعمل باللمس تساعد في التنقل والاستكشاف والصيد واللمسة الاجتماعية وأداء وظائف أُخَر.